# Distrito Financiero (Manhattan)
El Distrito Financiero, conocido como FiDi (en inglés: Financial District) es un barrio situado al sur del borough de Manhattan, Nueva York, que contiene las oficinas y sedes de muchas de las instituciones financieras más importantes de la ciudad, como la Bolsa de Nueva York y el Banco de la Reserva Federal de Nueva York. Liderada por Wall Street, situada en el Distrito Financiero, se suele considerar que Nueva York es la ciudad más poderosa económicamente del mundo y el centro financiero del mundo, y la Bolsa de Nueva York es la mayor bolsa de valores del mundo por capitalización de mercado total. En el Distrito Financiero también hay otras bolsas importantes, como la New York Mercantile Exchange, NASDAQ, el New York Board of Trade, y la antigua American Stock Exchange.
Este barrio coincide aproximadamente con los límites del asentamiento de Nueva Ámsterdam de finales del siglo XVII. El Distrito Financiero ha experimentado un importante crecimiento de su población en los últimos años: ha pasado de los 23 000 registrados en el censo de 2000 a unos 43 000, casi el doble, en 2014.

## Descripción e historia
El Distrito Financiero abarca aproximadamente la zona de Lower Manhattan al sur del City Hall Park, pero no incluye Battery Park ni Battery Park City. En este barrio se situó el antiguo complejo del World Trade Center hasta su destrucción en los atentados del 11 de septiembre de 2001; actualmente se sitúa en su lugar el nuevo complejo, con el edificio más alto de Nueva York, el One World Trade Center. A menudo se considera que el centro neurálgico del Distrito Financiero es la esquina de Wall Street y Broad Street, ambas calles pertenecen en su totalidad al barrio. El noreste del Distrito Financiero (junto con Fulton Street y John Street) se conocía a principios del siglo XX como el Insurance District (Distrito de los Seguros), debido al gran número de aseguradoras que tenían aquí su sede o sus oficinas en Nueva York.
En la esquina de Wall Street y Nassau Street se sitúa el Federal Hall National Memorial, que fue el primer Capitolio de los Estados Unidos y donde se produjo la toma de posesión de George Washington como primer Presidente de los Estados Unidos.
Hasta finales del siglo XX o  principios del siglo XXI, el barrio se consideraba principalmente un destino para muchos trabajadores de oficinas de todo Nueva York y sus alrededores. Actualmente, el barrio tiene un número creciente de residentes a tiempo completo. En 2010 se estimó que vivían unas 61 000 personas en la zona, un gran aumento respecto a los 15 000-20 000 que vivían antes de 2001, lo que ha hecho que en las últimas décadas se transformen muchos edificios de oficinas a apartamentos y condominios.
También tiene varias atracciones turísticas, como el adyacente distrito histórico de South Street Seaport, el New York City Police Museum y el Museum of American Finance. Bowling Green es el lugar tradicional de partida de los ticker-tape parades de Broadway, que también es conocido como Canyon of Heroes ("Cañón de los Héroes"). El Museum of Jewish Heritage y el Skyscraper Museum están en el adyacente Battery Park City, que también contiene el World Financial Center.
Aunque a veces se usa el término Financial District como sinónimo de "Wall Street", este último se aplica a veces como metonimia para designar a los mercados financieros en su conjunto, además de la calle situada en el barrio, mientras que el Distrito Financiero o Financial District implica una verdadera localización geográfica.

## Edificios más altos
| Nombre                 | Imagen | Altura (m) | Plantas | Año  | Notas |
| ---------------------- | ------ | ---------- | ------- | ---- | --- |
| One World Trade Center |        | 541,3      | 104     | 2014 | Es el cuarto edificio más alto del mundo y el edificio más alto de los Estados Unidos desde que fue coronado el 10 de mayo de 2013. También es el edificio más alto del Hemisferio Occidental y el edificio de oficinas más alto del mundo.                                                      |
| 70 Pine Street         |        | 290        | 66      | 1932 | 22.º edificio más alto de los Estados Unidos. Conocido antiguamente como American International Building y Cities Service Building Actualmente, 70 Pine se está transformando en un rascacielos residencial con 644 residencias de alquiler, 132 habitaciones de hotel y 35 000 m² de comercios. |
| The Trump Building     |        | 283        | 70      | 1930 | 26.º edificio más alto de los Estados Unidos; fue el edificio más alto del mundo durante menos de dos meses en 1930; antiguamente conocido como Bank of Manhattan Trust Building; también conocido como 40 Wall Street                                                                           |
| 28 Liberty Street      |        | 248        | 60      | 1961 | [ 18 ] [ 19 ] |
| 50 West Street         |        | 237        | 63      | 2016 | [ 20 ] [ 21 ] |
| 200 West Street        |        | 228        | 44      | 2010 | También conocido como Goldman Sachs World Headquarters |
| 60 Wall Street         |        | 227        | 55      | 1989 | También conocido como Deutsche Bank Building |
| One Liberty Plaza      |        | 226        | 54      | 1973 | Conocido antiguamente como U.S. Steel Building |
| 20 Exchange Place      |        | 226        | 57      | 1931 | Conocido antiguamente como City Bank-Farmers Trust Building |
| 200 Vesey Street       |        | 225        | 51      | 1986 | También conocido como Three World Financial Center |
| HSBC Bank Building     |        | 210        | 52      | 1967 | También conocido como Marine Midland Building |
| 55 Water Street        |        | 209        | 53      | 1972 | [ 34 ] [ 35 ] |
| 1 Wall Street          |        | 199        | 50      | 1931 | También conocido como Bank of New York Mellon Building |
| 225 Liberty Street     |        | 197        | 44      | 1987 | También conocido como Two World Financial Center |
| 1 New York Plaza       |        | 195        | 50      | 1969 | [ 40 ] [ 41 ] |
| Home Insurance Plaza   |        | 192        | 45      | 1966 | [ 42 ] [ 43 ] |

## Galería de imágenes

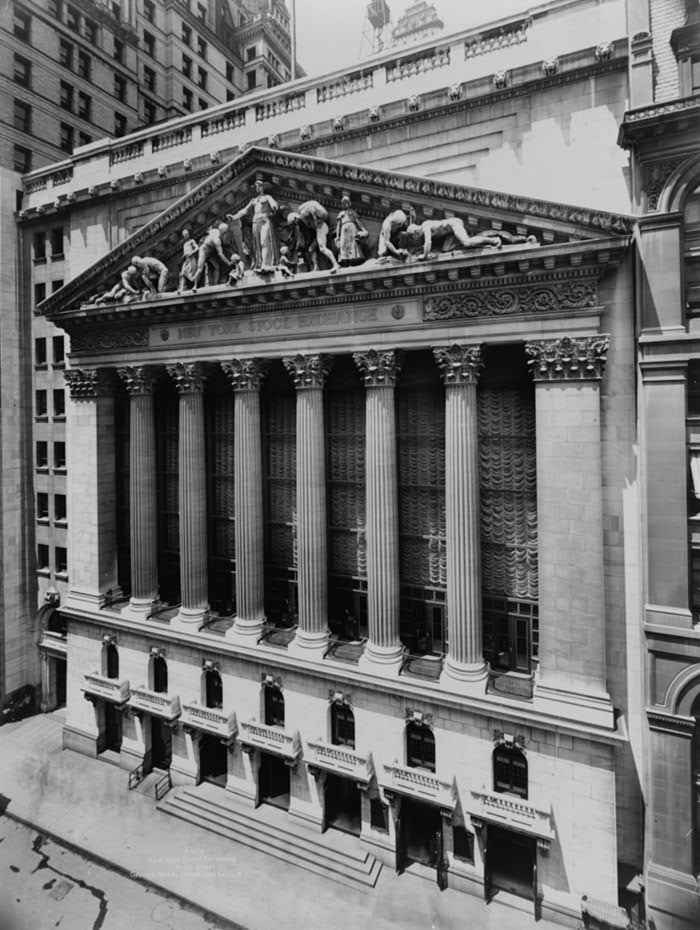
La fachada de la Bolsa de Nueva York hacia Broad Street.
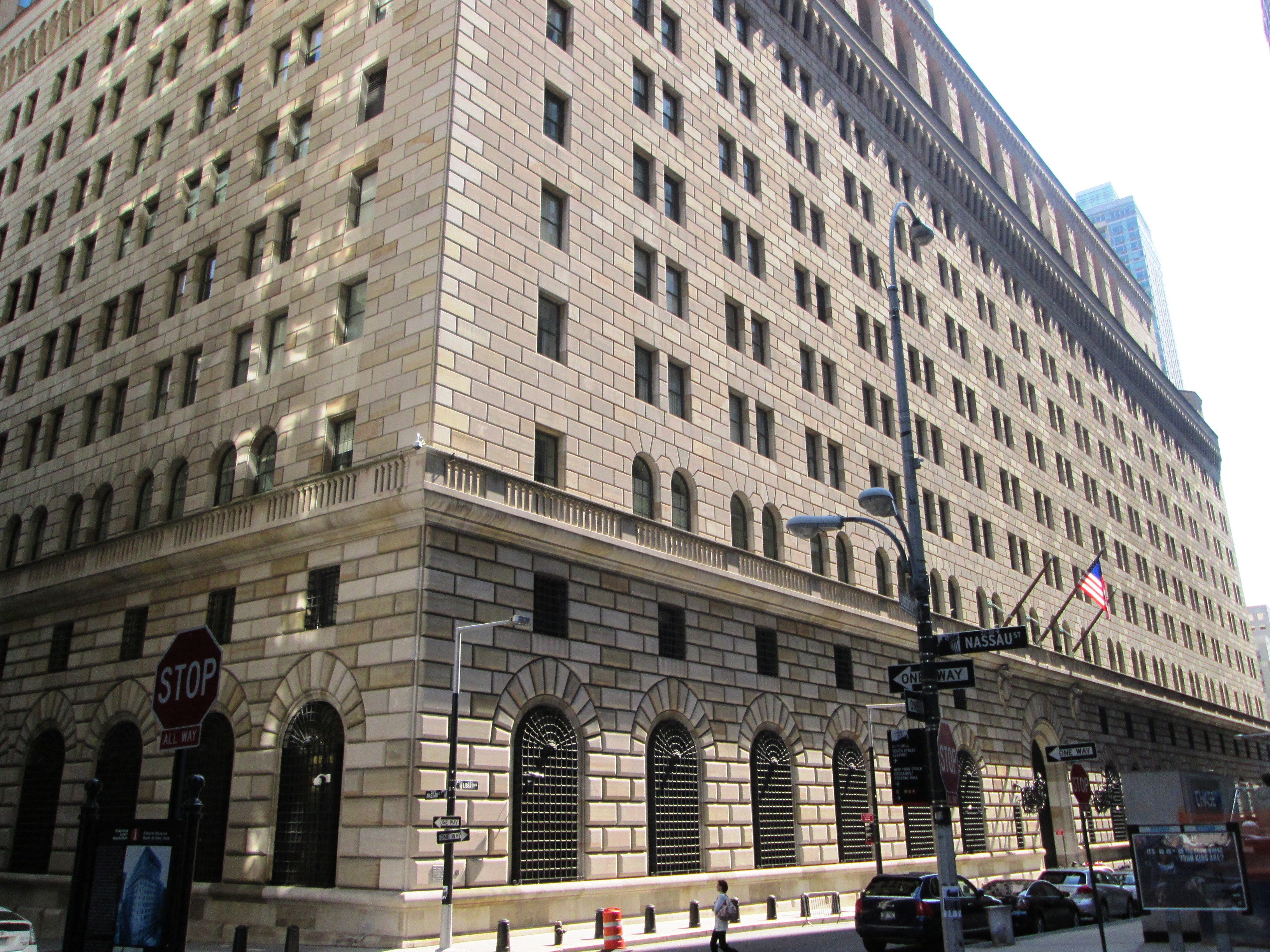
El Edificio del Banco de la Reserva Federal de Nueva York.
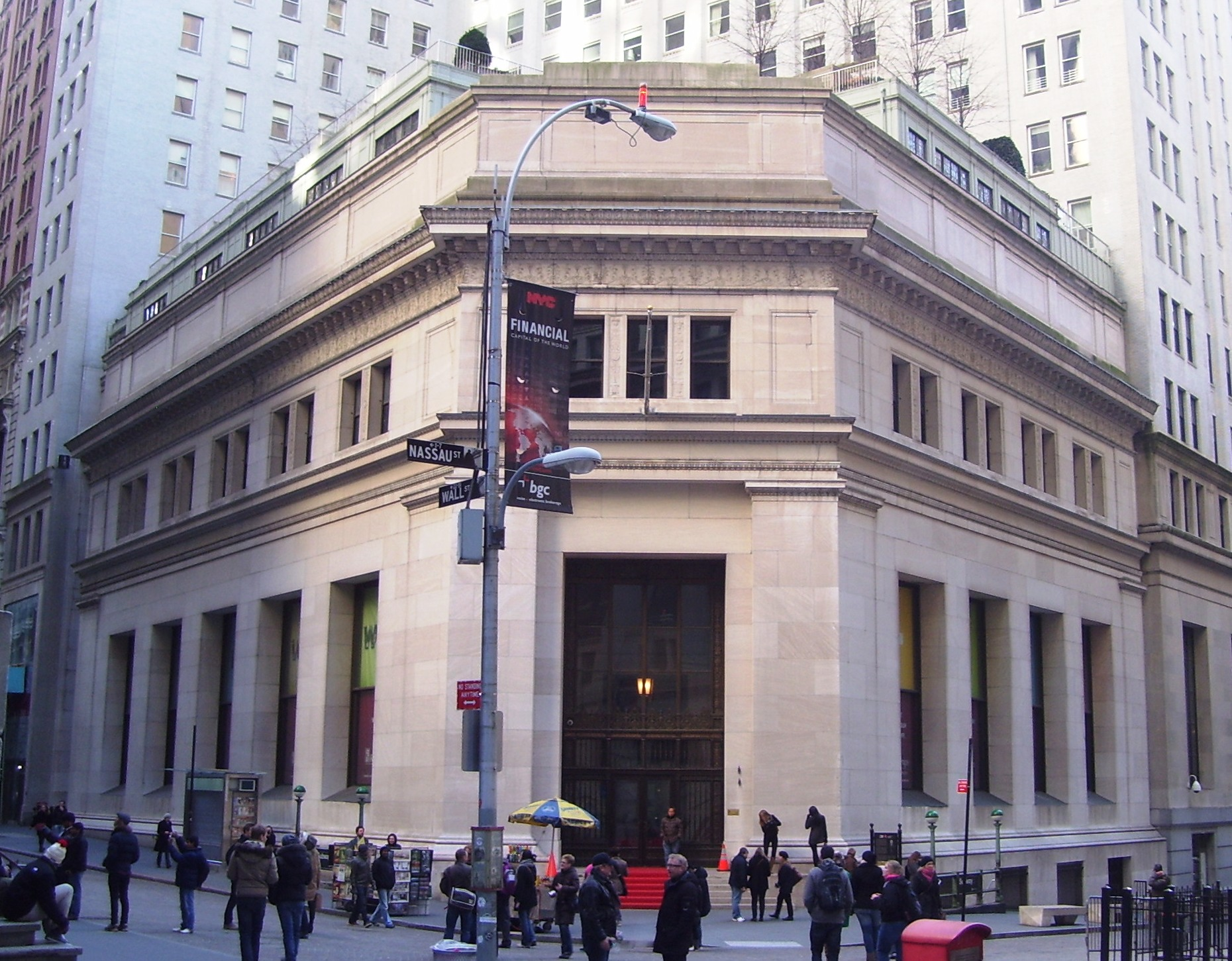
El antiguo edificio de la House of Morgan en el 23 de Wall Street.
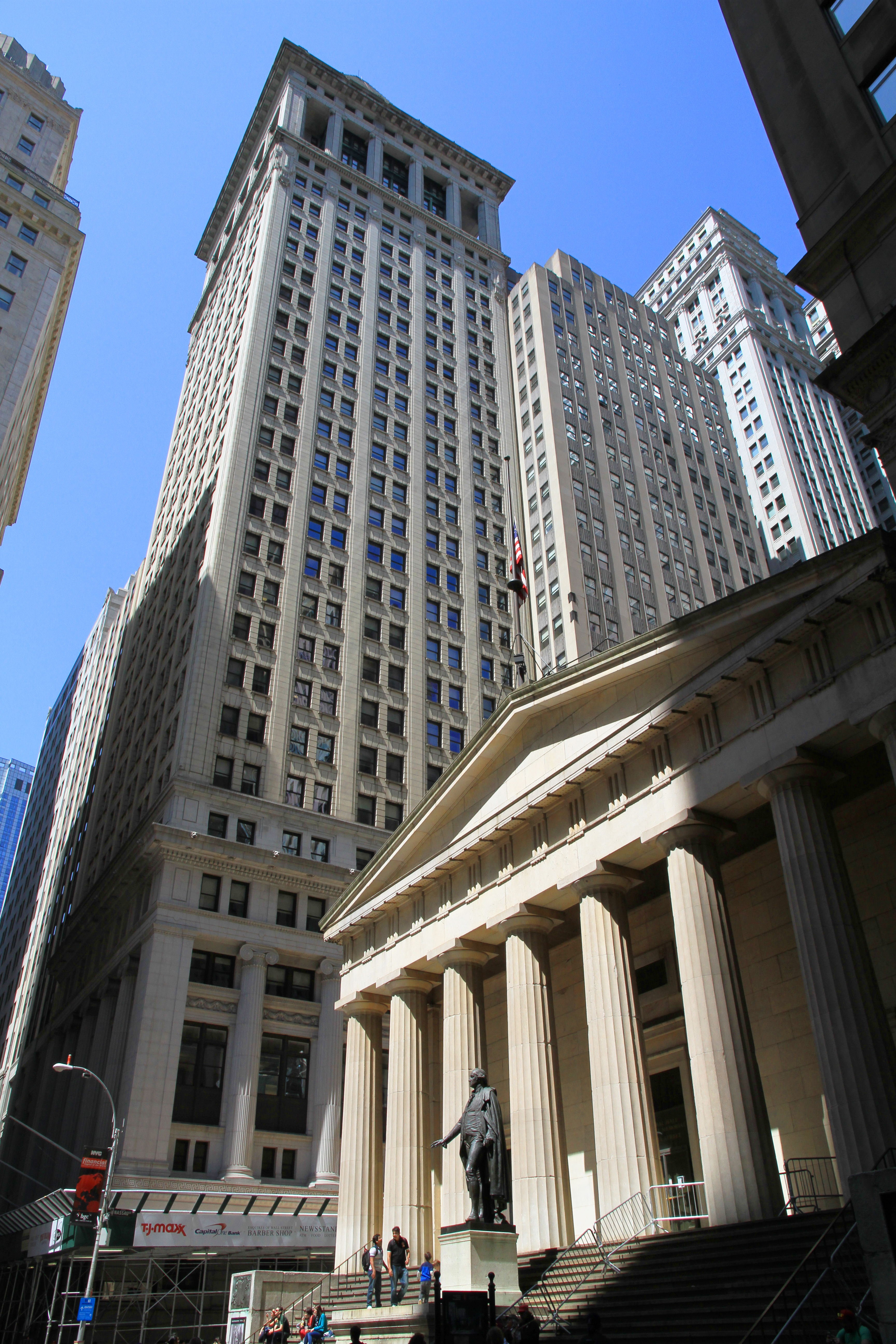
El Federal Hall, antigua Aduana de los Estados Unidos, actualmente un museo, con las torres de Wall Street detrás de él.
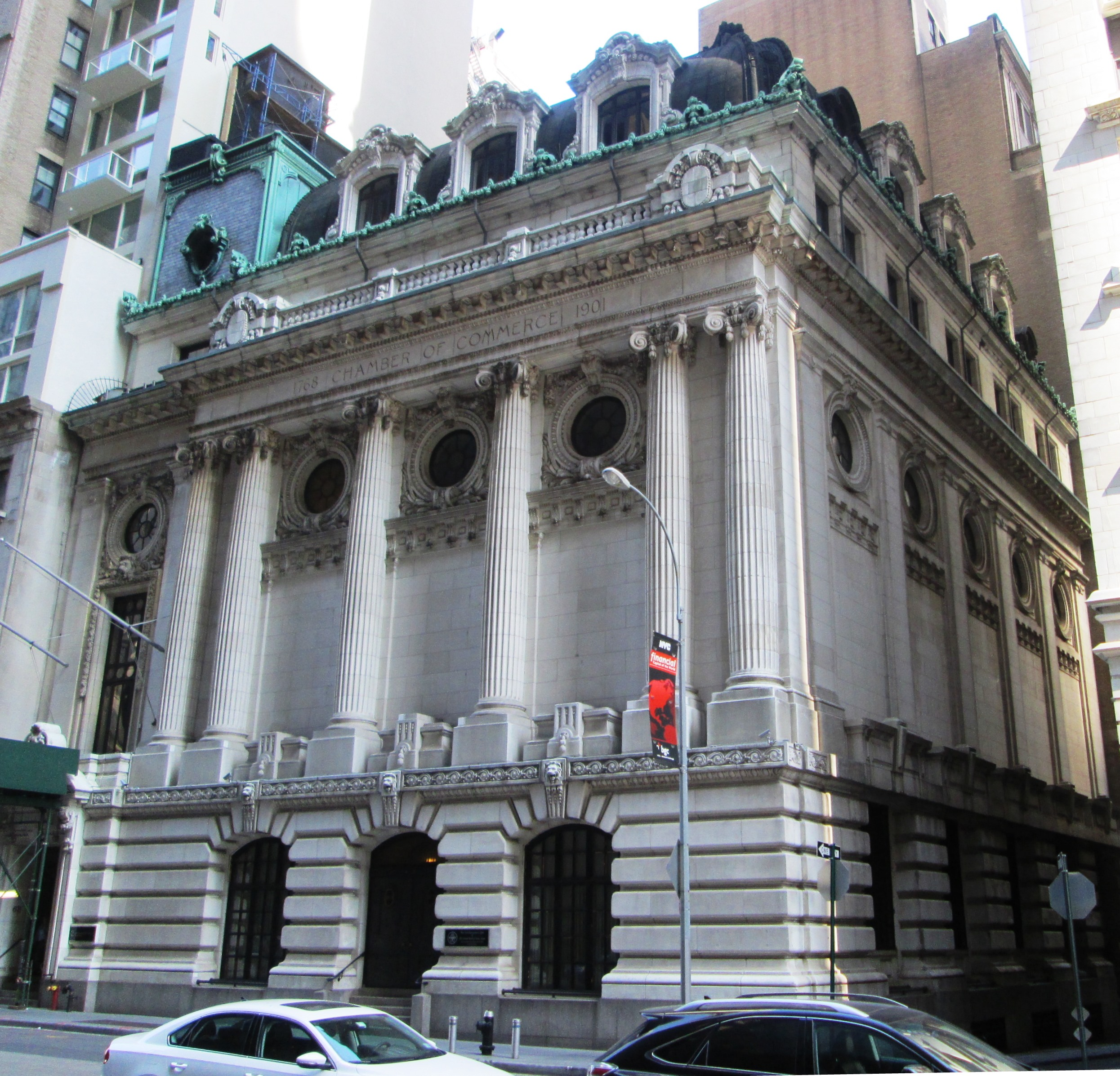
El Edificio de la Cámara de Comercio en el 65 de Liberty Street, uno de los numerosos edificios históricos del barrio.
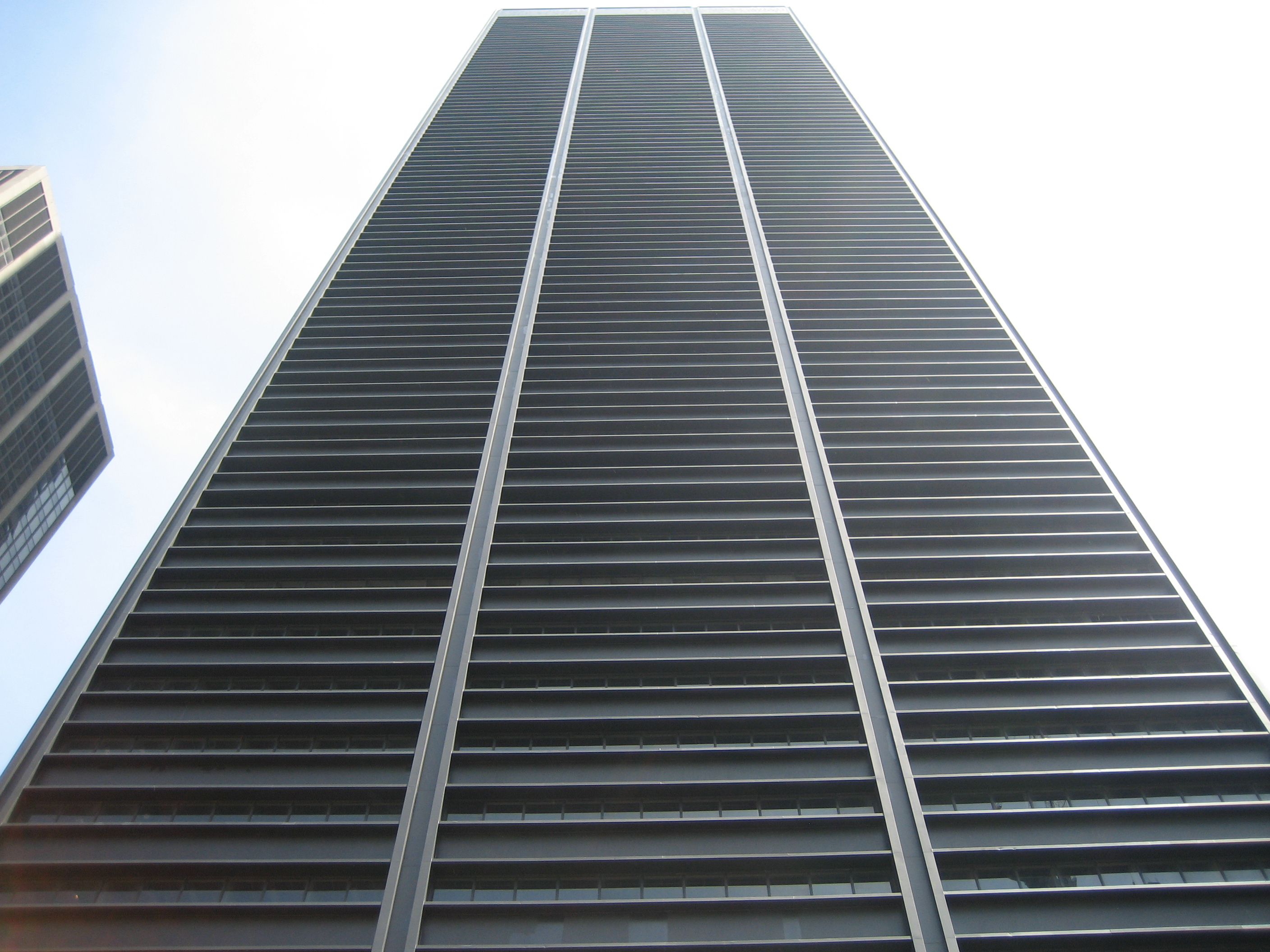
One Liberty Plaza, uno de los muchos rascacielos modernos de la zona.